# Shayla LaVeaux
Shayla LaVeaux (Denver, 27 dicembre 1969) è un'attrice pornografica statunitense.

## Biografia
Shayla LaVeaux cresce con sua madre, una donna single, e dimostra un carattere ribelle assumendo cocaina ed esibendosi in striptease dall'età di 15 anni. Si interessa agli spogliarelli per caso: mentre fa l'autostop per andare ad un concerto al Red Rocks Amphitheatre la conducente che le dà un passaggio si rivela essere una stripper. A 18 anni lavora in un club chiamato Shotgun Willie's, dove incontra le attrici Lucky Smith e Alexis DeVell che la introducono nel mondo del porno.
Nel 1990 Shayla LaVeaux sposa James Wieser, con il quale si esibisce nei suoi spettacoli. Il suo nome viene accreditato in oltre 460 titoli, considerando anche le compilation e le scene web. Viene introdotta nella AVN Hall of Fame nel 2001 e nella XRCO Hall of Fame nel 2008.

## Riconoscimenti
- AVN Awards
  - 1994 – Best New Starlet[4]
  - 1997 – Most Outrageous Sex Scene per Shock con T.T. Boy e Vince Vouyer[5]
  - 2001 -Hall of Fame
- XRCO Award
  - 1994 – Starlet of the Year[6]
  - 2008 – Hall of Fame[7]
- Altri premi
  - 1994 Adam Film World Award 1994 – Best New Starlet

## Filmografia
- Carnival Of Knowledge (1992)
- Cockateer 2 (1992)
- Curious (1992)
- Dirty Thoughts (1992)
- Lesbian Love Connection (1992)
- Professor Sticky's Anatomy 3X 1 (1992)
- Sex Trek 3 (1992)
- Sorority Sex Kittens 2 (1992)
- Adult Video News Awards 1993 (1993)
- Anal Woman 2 (1993)
- Ass Freaks 1 (1993)
- Bitches (1993)
- Booty Sister (1993)
- Butt Sluts 2 (1993)
- County Line (1993)
- Darker Side of Shayla 1 (1993)
- Darker Side of Shayla 2 (1993)
- For The Money 1 (1993)
- For The Money 2 (1993)
- Fury (1993)
- Harley Nights (1993)
- Hungry (1993)
- Hungry 2: Night Feast (1993)
- Inferno 1 (1993)
- Inferno 2 (1993)
- Jezebel 2 (1993)
- Lesbian Dating Game (1993)
- Look (1993)
- Marked (1993)
- Marked 2 (1993)
- Mindshadows 1 (1993)
- Mindshadows 2 (1993)
- Naked Truth 1 (1993)
- Naked Truth 2 (1993)
- Outlaws (1993)
- Paul Norman's Nastiest: Orgies (1993)
- Sexmares 1 (1993)
- Sexmares 2 (1993)
- Shayla's Home Repair (1993)
- Sorority Sex Kittens 1 (1993)
- Stick It in the Rear 2 (1993)
- Take The A Train (1993)
- Transitions (1993)
- Trashy Ladies (1993)
- Virtual Reality (1993)
- Waves of Passion (1993)
- Wild Innocence 1 (1993)
- Wild Innocence 2 (1993)
- Within And Without You (1993)
- Adult Video News Awards 1994 (1994)
- Anal Crack Master (1994)
- Anal Ecstasy Girls 2 (1994)
- Anal Idol (1994)
- Anal Thunder 2 (1994)
- Assy Sassy (1994)
- Candy Factory (1994)
- Dig It (1994)
- Dirty Looks (1994)
- Elements of Desire (1994)
- Restrained By Desire (1994)
- Shayla's Gang (1994)
- Split Tail Lovers (1994)
- Strictly For Pleasure (1994)
- Stripper Nurses (1994)
- Adult Video News Awards 1995 (1995)
- Chasey Revealed (1995)
- Sex 2 Fate (1995)
- Slapped Around Sluts (1995)
- Striptease 1 (1995)
- Striptease 2 (1995)
- Superstars of Porn 1: Shayla Sluts It Up (1995)
- Who's Who (1995)
- Car Wash Angels 1 (1996)
- Conquest (1996)
- Finger Pleasures 9 (1996)
- First Time Ever 2 (1996)
- Head Trip (1996)
- N.Y. Video Magazine 7 (1996)
- Nightshift Nurses 2 (1996)
- Party Night (1996)
- Shayla's Swim Party (1996)
- Shock: Latex 2 (1996)
- Smells Like... Sex (1996)
- Sorority Sex Kittens 3 (1996)
- Streets Of New York 8 (1996)
- Triple X 20 (1996)
- Adam And Eve's House Party 5 (1997)
- Adult Video News Awards 1997 (1997)
- Blowjob Adventures of Dr. Fellatio 4 (1997)
- Convention Cuties (1997)
- Corporate Assets 2 (1997)
- Dark Paradise 1 (1997)
- Daydreams Nightdreams (1997)
- Deep Inside Shayla LaVeaux (1997)
- Devil To Pay (1997)
- Dirty Bob's Xcellent Adventures 29 (1997)
- Dirty Bob's Xcellent Adventures 35 (1997)
- Dirty Little Secret (1997)
- Diva 2: Deep in Glamor (1997)
- Essentially Juli (1997)
- Eternal Lust 1 (1997)
- Eternal Lust 2 (1997)
- First Time Ever 3 (1997)
- Fountain of Innocence (1997)
- Garden Party (1997)
- Jenna's Built for Speed (1997)
- Las Vegas Revue '97 (1997)
- Legacy (1997)
- Lost Angels (1997)
- Max World 12: Chicks For Free (1997)
- Maxed Out 6 (1997)
- Nightshift 1 (1997)
- Nina Shayla And Kylie's Barcelona Home Video (1997)
- Not the Lovin' Kind (1997)
- Orgazmo (1997)
- Puritan Magazine 8 (1997)
- Sleaze (1997)
- Sodomania: Slop Shots 3 (1997)
- Strap-On Sally 10 (1997)
- Strap-On Sally 9 (1997)
- Surrender (1997)
- Timeless (1997)
- All For You (1998)
- Bad Sister (1998)
- Cashmere (1998)
- Desperate Measures (1998)
- Eye Candy (1998)
- Good the Bad and the Wicked (1998)
- Heartfelt 1 (1998)
- Heartfelt 2 (1998)
- I Love Lesbians 5 (1998)
- LA Fashion Girls (1998)
- Lifestyles (1998)
- Love's Passion (1998)
- Lust And Lies (1998)
- Marilee (1998)
- Master's Choice 4 (1998)
- My Last Whore (1998)
- Pleasure Pit (1998)
- Psycho Sexuals 2 (1998)
- Rear Arrangers (1998)
- Reins Of Discipline (1998)
- Screen Play (1998)
- Shades of Blonde (1998)
- Starbangers 11 (1998)
- Sudden Passions (1998)
- Suite Seduction (1998)
- Two Of A Kind (1998)
- Vortex (1998)
- Wet Dreams 2 (1998)
- Winter's Passion (1998)
- 69th Parallel (1999)
- Brown Eyed Blondes (1999)
- Car Wash Angels 2 (1999)
- Carnal Obsession (1999)
- Darling (1999)
- Deep Inside Kylie Ireland (1999)
- Deep Inside Nina Hartley 2 (1999)
- Dirty Dave's Sugar Daddy 20 (1999)
- Diva Girls (1999)
- Erotic World of Shayla LaVeaux (1999)
- Essentially Dee (and Juli Too) (1999)
- Essentially Shayla (and Juli Too) (1999)
- Eye Candy Refocused (1999)
- Foot Lovers Only 1 (1999)
- Hell On Heels (1999)
- Low Down Dirty Dames (1999)
- No Man's Land 25 (1999)
- Nymphomercials (1999)
- Perfect Pink 2: Purrfection (1999)
- Perfect Smiles (1999)
- Porno Playground (1999)
- Pure Sex 2 (1999)
- Serenity In Denim (1999)
- Sex 4 Life Too (1999)
- Sex for Life Too (1999)
- Shayla's House of Bondage 1 (1999)
- Shayla's House of Bondage 2 (1999)
- Silk Ties (1999)
- Sweet Dreams (1999)
- Sweet Summer Sex Kittens (1999)
- Tales From The Pink (1999)
- Trash Talking Coeds (1999)
- XRCO Awards 1999 (1999)
- A Holes 3 (2000)
- Adult Video News Awards 2000 (2000)
- Best of Perfect Pink 1 (2000)
- Consenting Adults (2000)
- Deep Inside Stacy Valentine (2000)
- Horny Blowjob Babes (2000)
- My First Porno (2000)
- Ooze (2000)
- Shayla's Web (2000)
- Signature Series 1: Asia Carrera (2000)
- Signature Series 2: Johnni Black (2000)
- Sorority Sex Kittens 4 (2000)
- Sorority Sex Kittens 5 (2000)
- Sorority Shower Cam (2000)
- Ten Little Angels (2000)
- April in January (2001)
- Immortal (2001)
- Nighthawks (2001)
- Nina Hartley's Guide to Couples Sexploration (2001)
- Perfect Pink 11: Barely Covered (2001)
- Power Sex (2001)
- Sex Games (2001)
- Shayla Down Under (2001)
- Shayla's Canadian Amateurs (2001)
- Shayla's Fantasies (2001)
- Stringers 2 (2001)
- Think Pink (2001)
- 100% Blowjobs 3 (2002)
- Ass Fuck 9: Tongue in Cheek (2002)
- Beautiful Couples 1 (2002)
- Best of Perfect Pink 2 (2002)
- Dark Paradise 2 (2002)
- Dark Paradise 3 (2002)
- Ecstasy Girls Raw and Uncensored 6 (2002)
- Fem Aria (2002)
- Floss (2002)
- Fluffy Cumsalot, Porn Star (2002)
- Industrial Sex (2002)
- Inventing Star (2002)
- Jessica And Shayla Exposed In New Zealand (2002)
- Lost Angels: Michelle Michaels (2002)
- Lust Blue Movie (2002)
- Lust Blue Movie 2 (2002)
- Melted Pink (2002)
- Midnight Librarians (2002)
- Nina Hartley's Guide to Sensual Domination 2: How To Dominate A Woman (2002)
- Soloerotica 1 (2002)
- Sorority Sex Kittens 6 (2002)
- Sweetie (2002)
- Too Many Blonde Moments (2002)
- Ultimate Tag Team (2002)
- When The Boyz Are Away The Girlz Will Play 8 (2002)
- Your Time is Up (2002)
- 100% Blowjobs 15 (2003)
- Aces in the Holes (2003)
- All At Once (2003)
- All Star Ass Blast (2003)
- Anal Kinksters 1 (2003)
- Belladonna's Double Penetrations (2003)
- Best of Monica Mayhem (2003)
- Best of Shayla La Veaux (2003)
- Charm School Brats (2003)
- Cheerleader Pink (2003)
- Cheerleader School (2003)
- Deep Inside Monica Mayhem (2003)
- Eternal Virgins (2003)
- Fetish World 2 (2003)
- Jaw Breakers 1 (2003)
- Jim Holliday's Anal Angels (2003)
- Kinky Couples Sex Games (2003)
- Mrs. Jones (2003)
- My Virtual Shayla (2003)
- Perfect Pouts (2003)
- Pillow Talk (2003)
- Pop 1 (2003)
- Soloerotica 2 (2003)
- Sopornos 4 (2003)
- Summer Camp Sun Bunnies (2003)
- Witch Coven College (2003)
- Bedford Wives (2004)
- Can You Be A Pornstar? 1 & 2 (2004)
- Double Team Dream (2004)
- Fan Sexxx: Blue Movie (2004)
- Fan Sexxx: Pure Gold Pussy (2004)
- Fan Sexxx: Show Me The Pink (2004)
- Hard And Deep (2004)
- Jenna Loves Threesomes (2004)
- Kink Club 2 (2004)
- My Virtual Shayla And Olivia (2004)
- Roxxxi Red (2004)
- Sex Therapist (2004)
- She Devils In Pink (2004)
- Signature Series 10: Shayla LaVeaux (2004)
- Simply Girls (2004)
- True Hardwood Stories (2004)
- 31 Flavors (2005)
- Ass Busters (2005)
- Best Breasts in the Biz (2005)
- Casual Sex (2005)
- Clam Smackers (2005)
- Coxxxuckers (2005)
- Coxxxuckers 2 (2005)
- Cytherea's Pussy Playground (2005)
- Double Penetration 2 (2005)
- Erotica NZ (2005)
- Fan Sexxx: Cocksucker Red Lips (2005)
- Fan Sexxx: Purple Passion (2005)
- Hollywood Porn Hookers 2 (2005)
- Hostess With The Moistest (2005)
- Hungry For Ass (2005)
- Naughty Bits (2005)
- Revenge of the Dildos (2005)
- Secret Lives of Porn Stars (2005)
- Spring Break Sex Kittens (2005)
- Summer School Sex Kittens (2005)
- Supermodel POV Angels (2005)
- Sweet Lolita (2005)
- True Porn Fiction (2005)
- All Girl Euphoria (2006)
- Allure: A Lost Angels Collection (2006)
- Bodies in Heat (2006)
- Da Vagina Code (2006)
- Illicit Affairs (2006)
- Jenna's Depraved (2006)
- Lesbian Secret Desires 1 (2006)
- Longing for Him (2006)
- No Boys, No Toys 1 (2006)
- O: The Power of Submission (2006)
- Reunion (2006)
- Blonde Legends (2007)
- Double The Dick 1 (2007)
- Fan Sexxx: Silver Rain (2007)
- My Friend's Mom Is a Hottie 3 (2007)
- Romantic Desires (2007)
- Saturday Night Beaver (2007)
- Search for the Next American Blow Job Queen 4 (2007)
- Sexual Odyssey (2007)
- Squirting 30's 2 (2007)
- American MILF 2: Enter the Cougar (2008)
- Blow Me Sandwich 13 (2008)
- My Friend's Hot Mom 15 (2008)
- My Friends Slutty Mom (2008)
- Seasoned Players 6 (2008)
- Seduced by a Cougar 8 (2008)
- Teen Cuisine Too (2008)
- When MILFs Attack (2008)
- Another Man's MILF (2009)
- Best of Seasoned Players (2009)
- Big Titty MILFs 11 (2009)
- Cougar Club 2 (2009)
- Cougar's Prey 1 (2009)
- Crazy 4 Cougars (2009)
- Dirty Over 30 4 (2009)
- Dirty Rotten Mother Fuckers 3 (2009)
- It's a Mommy Thing 5 (2009)
- Lesbian Mentors 1 (2009)
- Masturbation Nation 4 (2009)
- MILF Worship 8 (2009)
- Mother Suckers 2 (2009)
- Naughty Neighbors 1 (2009)
- Older Women Say Ahh 2 (2009)
- Older Women Younger Men 15 (2009)
- Porn Star Brides 4 (2009)
- Sinsational Squirters 5 (2009)
- White Mommas 2 (2009)
- Best of Nina Hartley 1 (2010)
- Cougars Cruisin Coeds (2010)
- Craving Cougars (2010)
- Legends and Starlets 2 (2010)
- MILF Invasion (2010)
- Piece of the Action (2010)
- Playgirl's Hottest Country Loving (2010)
- Teen Mother Fuckers (2010)
- Blondes (2011)
- Danny Ocean's Adventures 2 (2011)
- Flying Pink Pig 1 (2011)
- Flying Solo (2011)
- MILF Cruiser 19 (2011)
- Superstar Talent (2011)
- Cuntry Girls (2012)
- Porn Legacy (2012)
- Titties for Popularity (2012)
- Chow Down (2013)
- Enticing And Experienced (2013)
- I Need Some Alone Time (2013)
- Pussy Central (2013)
- Sinister MILFs 8 (2013)
- Your Mom Tossed My Salad 12 (2013)
- Big Titty Milfs 5 (2014)
- MILFs Like It Big (2014)
- MILFs Love It Harder 3 (2014)
- One Flew Over The Cuckhold's Nest XXX (2014)
- Rearended And Retro (2014)